# 김다올
김다올(본명: 김상현, 1991년 4월 6일 ~ )은 대한민국의 성우로, 2018년 CJ E&M 성우극회 공채 10기로 입사했다.

## 출연

### TV 애니메이션
- 도깨비언덕에 왜 왔니?(투니버스) - 마
- 디지몬 어드벤처:(대원방송) - 가루루몬, 워가루루몬, 메탈가루루몬, 크레스가루루몬
- 신비아파트: 고스트볼X의 탄생 두 번째 이야기(투니버스) - 유태현, 입질쟁이, 포도 대장 외 단역
- 신비아파트 고스트볼 더블X(투니버스) - 토면귀, 머드맨, 가면귀 외 단역
- 신비아파트 고스트볼Z: 어둠의 퇴마사(투니버스) - 미자귀, 번개 자간미자귀
- 우주소년 아톰(디즈니채널) - 오챠노미즈 박사
- 쥐라기캅스(MBC) - 파키, 파키탱크, 파이어사우루스
- 차징 탑스피너(MBC) - 에드
- 카비온(KBS) - 빠블로, 제임스, 그레이, 커트스파크, 코코

### 극장판
- 드림쏭3 - 네온
- 신비아파트: 금빛 도깨비와 비밀의 동굴 - 아저씨 2
- 극장판 신비아파트: 하늘도깨비 대 요르문간드 - 아귀귀신
- 짱구는 못말려 극장판: 아뵤! 쿵후 보이즈 ~라면대란~ - 빵다, 왕씨
- 짱구는 못말려 극장판: 신혼여행 허리케인 ~사라진 아빠~ - 이케맨
- 짱구는 못말려 극장판: 격돌! 낙서왕국과 얼추 네 명의 용사들 - 국방장관
- 조조조 좀비군(조조좀비) - 문어스키 등

### 특촬물
- 미라클 멜로디 (투니버스) - 써니 샤니 아빠
- 퓨어엔젤 미라클 매직 (투니버스) - 시저시저, 토니

### 게임
- 쿠키런킹덤- 스모크 치즈맛 쿠키
- 림버스 컴퍼니 - 싱클레이